# Civilización del Amor
Civilización del amor es una expresión del magisterio de la Iglesia Católica, que fue declarada por primera vez por el papa Pablo VI, a manera de invitación y que luego la convierte en una solicitud a los cristianos para que la “Civilización del Amor, sea construida, y a la vez, para no condescender con resignación ante las circunstancias actuales, sino hacer de estos trabajos, una posibilidad y una esperanza, sobre una nueva forma de vivir juntos. Pablo VI la definió como: "Aquel conjunto de condiciones morales, civiles, económicas, que permiten a la vida humana una posibilidad mejor de existencia, una racional plenitud, un feliz destino".
Los Papas siguientes que han estado al frente de la Iglesia Católica, han retomado la expresión para arraigarla en ella, y ha sido incluida en la doctrina social de la Iglesia y su Compendio, en el que se aborda el tema en el último capítulo a manera de conclusión, bajo el título de Hacia una civilización del amor.

## Historia
Pablo VI, al final de su pontificado, le da forma concreta a su sueño y deseo de hacer una propuesta sobre una nueva estructura de las relaciones humanas que se entretejen entre las personas, en su vida cotidiana. En cuatro fechas abordó el tema de la “Civilización del Amor”: la primera, el 17 de mayo de 1970 donde afirmó: “Lo que Pentecostés inauguró es la civilización del amor y de paz”. Después, en Navidad, 25 de diciembre de 1975, dijo sobre la “Civilización del Amor” lo siguiente:
«Ni el odio, ni la competición, ni la avaricia serán su “dialéctica”, sino el amor, el amor generador de amor, el amor del hombre por el hombre, no por intereses temporales o ambiguos, o por autocomplacencia, sino para el amor a Ti; a Ti, oh Cristo descubierto en el sufrimiento y en las necesidades de todos nuestros semejantes. La “civilización del amor” prevalecerá en los afanes frente a las implacables luchas sociales, y dará al mundo la soñada transfiguración de la humanidad finalmente cristiana» 
Seis días después vuelve abordar el tema, y el 25 de febrero de 1976 lo hace de nuevo de la siguiente manera:
La civilización del amor «hunde sus raíces en la esperanza cristiana. No es posible amar realmente con un amor generador de un futuro ideal, sin esperanza; sin la verdadera esperanza, que es aquella que invita a la superación de los límites y de los obstáculos, propios de los horizontes temporales».
Juan Pablo II, continúa lo iniciado por Pablo VI, y el 29 de agosto de 1982, ante los asistentes al encuentro de la amistad clamó: “construid la civilización del amor.” El 15 de diciembre de 1999 en una audiencia general, solicita compromiso por la edificación de la civilización del amor diciendo: “Frente a esta cultura de muerte nuestra responsabilidad de cristianos se expresa en el compromiso de la nueva evangelización, entre cuyos frutos más importantes se ha de contar la civilización del amor”.
Benedicto XVI, incluye la Civilización del amor en sus mensajes, como el del 22 de agosto de 2010, donde ante las evidencias de la violencia, implora por la civilización del amor. También lo dice en 2008, cuando invita a los jóvenes a construir la “civilización del amor”, e incluye a los sacerdotes como, “los primeros obreros de la civilización del amor”.
El Papa Francisco sigue la línea de sus predecesores y da continuidad a la “civilización del amor” primero en la Jornada Mundial de la Juventud de 2013, en Brasil donde declara: “el Papa viene a construir puentes para la civilización del amor”. Posteriormente en su encíclica, “Fratelli Tutti” invita a los fieles no solo a preguntarse quiénes son los que están cerca de nosotros, sino a que cada uno se convierta en prójimo, haciendo de nuevo una llamada a construir desde la solidaridad, una “civilización del amor en la que todos podamos sentirnos convocados”, (Fratelli Tutti, 183) que pone a Cristo en el centro y construye nuevas oportunidades para quien hoy necesita de condiciones mínimas de respeto, libertad y dignidad.
Otros pastores y autores retoman la invitación de los Papas, la analizan, profundizan, y difunden haciendo que llegue a los fieles católicos, explicando, aclarando y confirmando desde diversas ópticas de la Iglesia, entretejiendo conceptos como “La familia núcleo de la civilización del amor.”
En el Compendio de doctrina social de la Iglesia, en los numerales 575, 580 y 582 se aborda el tema y al respecto termina diciendo: “Sólo una humanidad en la que reine la Civilización del amor podrá gozar de una paz auténtica y duradera".

## Ciudad Ave María
En el estado de Florida, Estados Unidos, a 180 km de Miami, en 2007 se fundó una ciudad denominada Ave María por Tom Monaghan: fue huérfano y luego filántropo tras haber triunfado y vendido después, su negocio de Dominos Pizza. La ciudad en 2023, tenía 27,000 habitantes con su propia Universidad Ave María, en la que había matriculados 1100 estudiantes en 30 diferentes carreras. En la ciudad todo tiene un enfoque católico, como los nombres de las calles, los comercios, la decoración, y tratan de apegarse a todo las prácticas recomendadas por la Santa Madre Iglesia. Un intento de que la Civilización del amor sea una realidad.     